# Ibn Khafadja
Pour les articles homonymes, voir Khafaja (homonymie).
Ibn Khafadja, Ibrahim Ibn Abi l-Fath  (ابن خفاجة )  (Alzira (Al-Andalus) 1058-1138), est un poète andalou qui a célébré dans ses poèmes la nature andalusí.

## Biographie
Il a vécu  entre l'époque des  taïfas et celles des Almoravides, son tempérament libre et orgueilleux l'a poussé à ne solliciter la protection d'aucun souverain de son époque. il était considéré comme le poète d'Al-Andalus par excellence selon Al Maqqari dans son livre "Nafh Ettaïbe"
Ibn Khafadja s'est distingué dans sa prose et ses poèmes par la description des paysages, des fleuves, des jardins et riads de sa région natale, Alzira (dans l'actuelle Communauté valencienne), qu'il considérait comme la fleur d'Al-Andalus. La nature chez Ibn Khafadja, était un être avec lequel il dialoguait et échangeait des sentiments.  